# Bazouges-sur-le-Loir
Bazouges-sur-le-Loir – miejscowość i dawna gmina we Francji, w regionie Kraj Loary, w departamencie Sarthe. W 2013 roku populacja gminy wynosiła 1302 mieszkańców. 
W dniu 1 stycznia 2017 roku z połączenia dwóch ówczesnych gmin – Bazouges-sur-le-Loir oraz Cré-sur-Loir – utworzono nową gminę Bazouges-Cré-sur-Loir. Siedzibą gminy została miejscowość Bazouges-sur-le-Loir.